# Scottish Premier Hockey League
Die Scottish Premier Hockey League war eine professionelle Eishockey-Liga in Schottland und wurde von der Scottish Ice Hockey Association organisiert. Sie bestand ausschließlich in der Saison 2007/08 und sollte die Scottish National League als Ligastufe unter der Elite Ice Hockey League ersetzen.

## Titelträger
- 2007/08: Fife Flyers[1]